# De Cà
De Cà es un cultivar de higuera de tipo higo común Ficus carica, unífera de higos de epidermis con color de fondo verde morado reluciente con sobre color amarillo verdoso. Se cultiva en la colección de higueras de Montserrat Pons i Boscana en Llucmajor, Islas Baleares.

## Sinonimia
- „sin sinonimia“,[4][6][7]

## Historia
Actualmente la cultiva en su colección de higueras baleares Montserrat Pons i Boscana, rescatada de un ejemplar o higuera madre localizada en "es Reguerons de s'Olivar" finca propiedad de Sebastiá Llinàs i Barceló, "son Marcià", árbol adulto vigoroso asociado a cultivo con cereales en un terreno rico en sustrato, muy apropiado para el cultivo de la higuera.
La variedad 'De Cà' está circunscrita al término de "son Macià" donde el abuelo del actual propietario Tomeu Barceló i Roig ya las conocía por su nombre.

## Características
La higuera 'De Cà' es una variedad unífera de tipo higo común. Árbol de desarrollo mediano, vigorosidad alta, con porte abierto y de ramaje con el follaje concentrado en la parte apical de los brotes. Sus hojas son de 3 lóbulos (50%), de 5 lóbulos (40%)y pocas de 1 lóbulo. Sus hojas con dientes presentes y márgenes ondulados poco marcados. 'De Cà' tiene poco desprendimiento de higos. La yema apical cónica de color verde claro.
Los frutos 'De Cà' son higos de un tamaño de longitud x anchura:42 x 46 mm, con forma urceolada bastante esféricos, son uniformes en las dimensiones pero asimétricos en las formas, que presentan unos frutos medianos de unos 28,340 gramos en promedio, de epidermis con consistencia mediana, grosor de la piel grueso y fina al tacto, con color de fondo verde morado reluciente con sobre color amarillo verdoso. Ostiolo de 1 a 3 mm con escamas pequeñas oscuras. Pedúnculo de 2 a 5 mm cilíndrico verde claro. Grietas longitudinales marcadas. Costillas prominentes. Con un ºBrix (grado de azúcar) de 28 dulce jugoso, con color de la pulpa rojo, con muchos aquenios pequeños. Con cavidad interna pequeña. Los higos son de un inicio de maduración sobre el 2 de septiembre al 13 de octubre. De rendimiento por árbol productivo.
Se usa como higos frescos y seco para alimentación humana. Son bastante resistentes a las lluvias, rocíos, y apertura del ostiolo. De fácil pelado, y muy susceptibles al desprendimiento y al transporte.

## Cultivo
'De Cà', se utiliza higos frescos y secos para alimentación humana. Se está tratando de recuperar de ejemplares cultivados en la colección de higueras baleares de Montserrat Pons i Boscana en Llucmajor.